# Alford (Florida)
Alford város az USA Florida államában, Jackson megyében. Lakosainak száma 484 fő (2020. április 1.).

## Népesség
A település népességének változása:

| 2000 | 489 |
| 2020 | 484 |